# Tai Kang
Tai Kang o Taikang (太康) va ser el tercer rei de la dinastia Xia. Era el fill de Qǐ.
Tai kang era un amant de la caça, a la qual es dedicava amb més entusiasme que a les mateixes funcions d'estat, per la qual cosa la tradició oral no el recorda com un bon governant, sinó més aviat com un governant absent.
Va prendre el tron l'any de Guiwei (癸未) i va establir la seva capital a Zhenxun (斟寻).
Tai Kang va governar aproximadament durant 19 anys fins que va perdre el tron. Moriria 10 anys més tard segons el Registre del Magnífic Historiador, o 4 anys més tard, segons els Annals de bambú, ofegat en un llac.
El seu successor fou Zhòng Kāng.